# Terence Journet
Pour les articles homonymes, voir Journet (homonymie).
Terence Journet, né le 18 mai 1919 à Londres, naturalisé néo-zélandais, et mort à Wellington en 2000, est un écrivain, dramaturge et auteur néo-zélandais de roman policier.

## Biographie
Il est encore enfant quand ses parents émigrent en Nouvelle-Zélande. Après des études supérieures en arts à l’Université Victoria de Wellington, il devient rédacteur en chef du magazine Consumer de l’Institut néo-zélandais de la consommation.
En marge de ses activités professionnelles, il publie à partir de 1949 des textes humoristiques qui offrent une satire de la société néo-zélandaise. Dans les années 1960, il donne quelques pièces de théâtre et quatre romans policiers qui sont autant de whodunits classiques.

## Œuvre

### Romans policiers
- The Deathwishers (1967) Publié en français sous le titre Week-end en montagne, Paris, Librairie des Champs-Élysées, Le Masque no 1097, 1969 ; réédition, Paris, Librairie des Champs-Élysées, Le Club des Masques no 314, 1977
- The Godkillers (1968)
- A Troupe of Stars-Crossed Killers (1973)
- Victim (1974)

### Littérature humoristique
- Hysteric New Zeland (1949)
- Take My Tip: a Complete Guide to the Turf (1954)

### Théâtre
- The Glazed Look (1964)
- The Grisly Secret of the 25th Floor (1964)
- Rhyme and Treason (1964)

## Sources
- Jacques Baudou et Jean-Jacques Schleret, Le Vrai Visage du Masque, vol. 1, Paris, Futuropolis, 1984, 476 p. (OCLC 311506692), p. 259.